# Rijksbeschermd gezicht Eindhoven - Philipsdorp
Gezicht Eindhoven - Philipsdorp is een van rijkswege beschermd dorpsgezicht in de buurt Philipsdorp in Strijp in Eindhoven in de Nederlandse provincie Noord-Brabant. De procedure voor aanwijzing werd gestart op 21 oktober 1996. Het gebied werd op 16 april 2003 definitief aangewezen. Het beschermd gezicht beslaat een oppervlakte van 21 hectare.
Panden die binnen een beschermd gezicht vallen krijgen niet automatisch de status van beschermd monument. Wel zal de gemeente het bestemmingsplan aanpassen om nieuwe ontwikkelingen in het gebied te reguleren. De gezichtsbescherming richt zich op de stedenbouwkundige en cultuurhistorische waardering van een gebied en wil het toekomstig functioneren daarvan veiligstellen.